# Brooke Mueller
Brooke Jaye Mueller (Albany, 19 augustus 1977) is een Amerikaans actrice en mediapersoonlijkheid, bekend door haar rommelige huwelijk met acteur Charlie Sheen.

## Levensloop
Haar vader Allen Mueller was een politie-agent in Upstate New York, een leerkracht en vastgoedmakelaar. Ze verloor haar vader toen ze twaalf was, bij een verkeersongeluk. Haar vader was Lutheraan, haar moeder Moira Roskin Fiore Joods. In haar jeugd was Mueller cheerleader op Benjamin School in Palm Beach te Florida. Ze heeft een broer Scott en een halfzus Sydney.
Mueller heeft in enkele onafhankelijke films gespeeld, zoals de horrorfilm Witchhouse uit 1999, van regisseur David DeCoteau. Naast het witte doek viel ze op met een optreden in The World According to Paris, een realityprogramma over Paris Hilton. Net als haar vader was Mueller actief in de vastgoedsector, in december 2012 kocht ze het huis van Mel B, zangeres bij de Spice Girls.
Mueller was getrouwd met de veelbesproken Two and a Half Men-acteur Charlie Sheen van 2008 tot 2011. In 2009 kregen zij samen de tweelingzoontjes Bob en Max. Door haar huwelijk met Sheen kwam ze vaker in de schijnwerpers, uiteindelijk uitsluitend op negatieve wijze. Sheen, die zijn scheiding van James Bond-actrice Denise Richards volgens velen nooit kon verwerken, verloor eind 2010 zijn zelfbeheersing en bedreigde Mueller met een mes.
Na haar scheiding van Sheen kreeg ook Mueller een drankprobleem en in 2019 ging zij in therapie.